# Malcoci
Malcoci è un comune della Moldavia situato nel distretto di Ialoveni di 2.448 abitanti al censimento del 2004